# Catedral basílica de San Pedro (Poitiers)
La basílica catedral [de] San Pedro (en francés: Basilique-Cathédrale Saint-Pierre) es una catedral católica de Francia ubicada en Poitiers, en el departamento de Vienne y la región de Nueva Aquitania. Es la sede de la arquidiócesis de Poitiers. Además de su título de iglesia arzobispal, fue declarada basílica menor el 1.º de marzo de 1912. Menos conocida que la iglesia de Notre Dame la Grande, esta inmensa nave de piedra es, sin embargo, el mayor edificio religioso de la ciudad y es visible desde lejos en el paisaje urbano.
Construida a iniciativa de Leonor de Aquitania y Enrique II Plantagenet a partir de 1160, fue consagrada en 1379. Es de estilo gótico angevino (uso de bóvedas abombadas sobre planta cuadrada) y es similar a las iglesias de salón por su división en tres naves de igual altura. La fachada, flanqueada por dos torres inacabadas, toma elementos de la gramática estilística del norte de Francia.
El interior conserva la sillería del coro del siglo XIII y una colección de vidrieras historiadas que datan de los siglos XII y XIII, incluyendo una Crucifixión, que se encuentra entre las cimas del arte vitral medieval francés.
La catedral fue objeto en 1875 de una clasificación al título de monumento histórico de Francia. En 1904 se hizo una nueva clasificación concerniente al órgano.

## Historia
La catedral está construida en el sitio de la antigua catedral de Hilario de Poitiers, reconstruida a partir de 839 a cargo de las arcas del Emperador.

Las puertas de la catedral de Poitiers constituyen la transición entre las batientes compuestas de un bastidor entre la que se fija un suelo de planchas; y el sistema que se convertirá en definitivo donde los paneles están embrevados en el propio armazón ellos mismos.
Les portes de la cathédrale de Poitiers constituent la transition entre les vantaux composés d'un bâti entre lequel était fixé un parquet de planches ; et le système qui deviendra définitif où les panneaux sont embrevés dans la membrure elle-même.
Extracto de Techniques de l'architecture ancienne- construction et restauration de Y.M. Froidevaux, editor Pierre Mardaga.

Esa catedral primitiva ha desaparecido. Debía estar no lejos del edificio actual, en la parte baja de la villa dentro de la muralla galo-romana, que estaba cerca. No se sabe nada de esa primera catedral que tal vez fuera reconstruida varias veces en el nuevo milenio. En 1018, un incendio la destruyó como a una parte de la ciudad; pero en el año 1024 fue restaurada y ampliada a cargo de conde de Poitou, duque de Aquitania Guillermo el Grande. Un importante concilio tuvo lugar en ella en 1100.

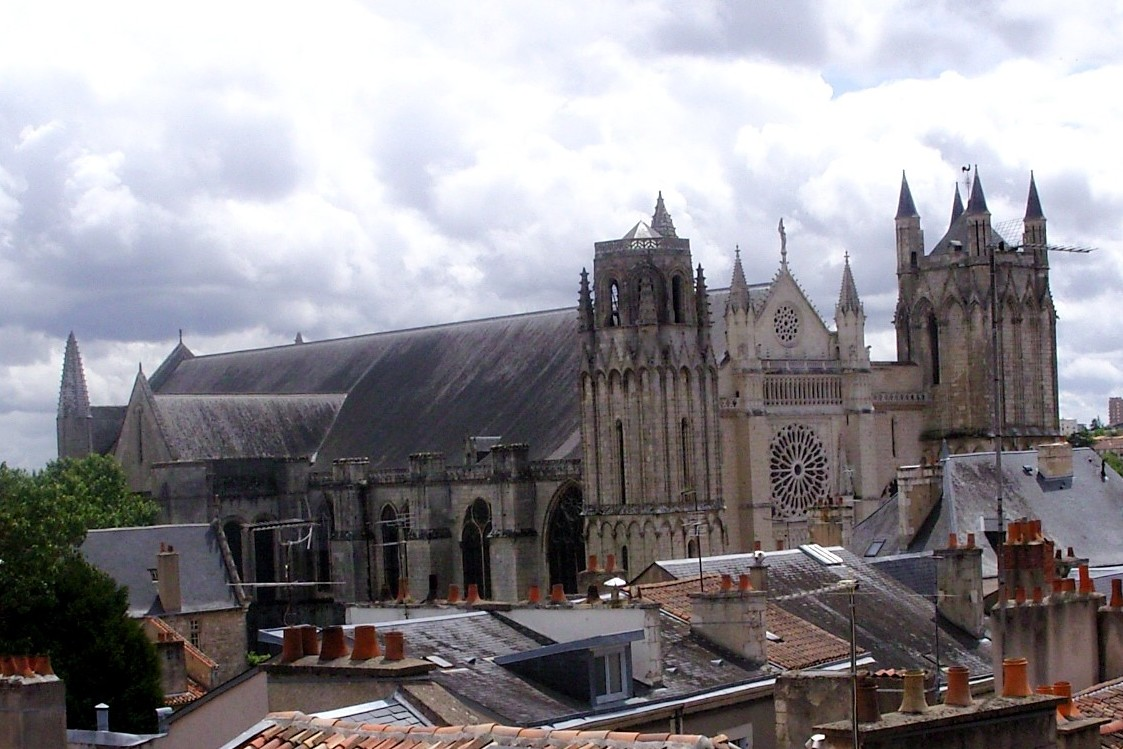
Vista de la catedral elevándose sobre el caserío

La actual catedral se inició en la segunda mitad del siglo XII, probablemente alrededor de 1155; fue financiada por el obispo y su capítulo pero quizá también por la duquesa de Aquitania, Leonor de Aquitania (1122-1204) y su esposo Enrique II Plantagenet (1133-1189), como por el conjunto de fieles. La construcción fue larga porque la iglesia fue finalmente consagrada el 17 de octubre de 1379.
La construcción se inició por los dos tramos orientales y el brazo sur del transepto. Las bóvedas de esta primera campaña son conocidas por sus grandes nervaduras desprovistas de clave. Cuanto más se avanza hacia el oeste, las nervaduras se afinan, mientras que los tramos pasan de un estilo todavía marcada por el románico al arte gótico radiante. Hacia el final del siglo XII, el muro norte de la nave y la base de la torre norte de la fachada occidental estaban construidas. A continuación, se elevaron las bóvedas del primer tramo del coro y del transepto. Luego se construyó una torre en el crucero del transepto y después el lado sur. La fachada occidental, por su parte, data en lo esencial del segundo tercio del siglo XIII.
En 1346, durante la Guerra de los Cien Años, la catedral fue saqueada por las tropas británicas del conde de Derby.
Las torres no se completaron hasta principios del siglo XVI.
Durante las guerras de religión, en 1562, la catedral fue saqueada y dañada por los hugonotes. En 1569, Poitiers fue asediada por las tropas protestantes. Aún se pueden ver hoy, los impactos de los cañonazos que el almirante Coligny disparó desde las dunas sobre la cabecera de la catedral.
En 1681, durante la Navidad, un incendio destruyó el órgano y degradó el rosetón que se restaura en 1687.
La flecha sobre el crucero estaba provista de campanas. En la Edad Media, se creía que el sonido de las campanas alejaba el rayo, pero estas quebraron la flecha varias veces. Ante las reparaciones repetidas, la diócesis hizo eliminar la flecha del coro en 1737.
Desde 1771 hasta la Revolución, se iniciaron nuevos trabajos como la recuperación de la carpintería de la nave o la tribuna del órgano en 1777.
De 1793 a 1795, durante el periodo revolucionario, la catedral sirvió como Templo de la Razón. La sede episcopal se restableció en 1801. En 1912, Pío X la elevó a la condición de basílica menor.

### Función
La catedral es la iglesia del obispo, que es donde tiene su asiento (cathedra en latín). Hasta la Revolución de 1789 un capítulo de canónigos aseguraba en ella el culto, la oración de las horas de cada día. También tuvo un cierto tiempo el cargo de elegir al nuevo obispo durante las vacancias de la sede. Canónigos y personal auxiliar de capellanes y clérigos representaban decenas de personas, de ahí la importancia del coro y el número de asientos. La nave estaba reservada para las ceremonias especiales y dos reuniones sinodales anuales de una vasta diócesis en el momento de la construcción del edificio actual, en el que había más de 1200 parroquias.
Después de la Revolución la catedral se convirtió en iglesia parroquial. En 1801 se restauró la sede episcopal. Desde 2002, Poitiers fue elevada a arquidiócesis y el edificio se convirtió en la catedral del arzobispo. La arquidiócesis de Poitiers incluye Angulema (Charente), Limoges (Haute-Vienne y Creuse), La Rochelle y Saintes (Charente Maritime) y Tulle (Corrèze).

## Arquitectura

### Descripción del exterior
La catedral es de estilo gótico angevino. La fachada, con su rosetón y tres portales con gabletes, se ha visto influenciada por la arquitectura gótica del norte de Francia. Las esculturas en alto relieve ilustran en tres pisos el Juicio Final.

#### La cabecera

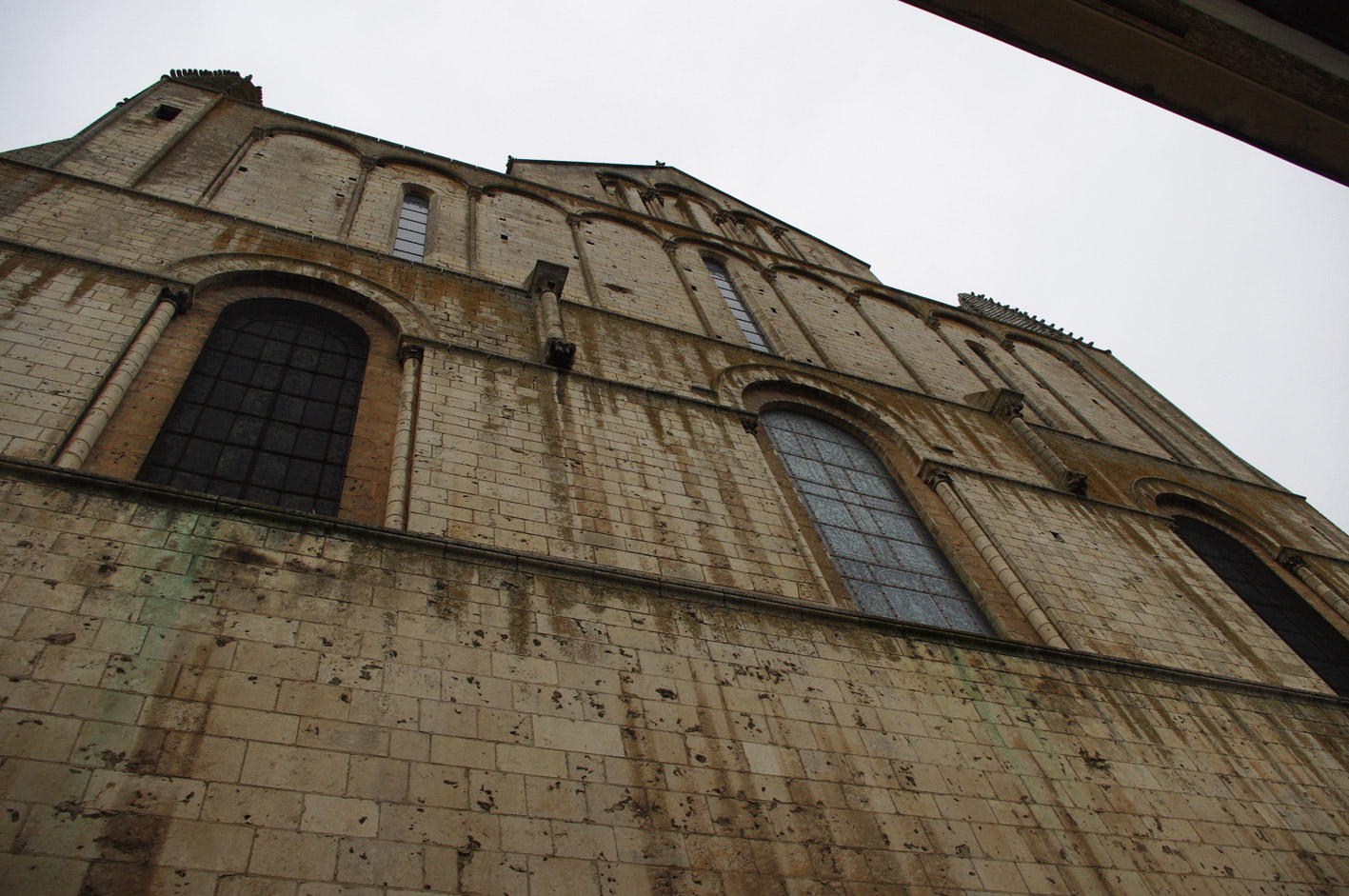
Escorzo de la cabecera plana casi sin huevos.

La cabecera consiste en una sola pared recta de casi 50 m de altura, sin arbotantes. Esta es una de las pocas catedrales de Francia que presenta esta disposición, con las desde Laon, de Dol y de Luçon.
Los impactos de las balas de cañón en el ábside de la catedral reflejan la violencia del cañoneo sufrido por esta parte de la ciudad en 1569, durante el sitio de Poitiers por las tropas protestantes del almirante Coligny.

#### Las naves
El edificio está cubierto por un enorme techo a dos aguas, con una superficie total de más de 5500 m2 de pizarra. Los masivos contrafuertes en lugar de arbotantes soportan el edificio.
La puerta [de] San Miguel, perforada en el lado norte de la nave alrededor de 1180, está decorada con capiteles que forman un friso. Sobre los altos ábacos, esculpidos únicamente en el lado izquierdo, están representados los magos que visitan a Herodes y que cabalgan hacia Belén. Sobre las costuras correspondientes, el escultor ha imaginado la Matanza de los inocentes y la Huida a Egipto. A la derecha, se muestran, sin tener en cuenta la cronología narrativa, la Anunciación, El sueño de José, la Adoración de los Magos y la Visitación. El interés de estas esculturas radica en la técnica del relieve y el poder sugestivo que trasciende la barrera convencional establecida entre el arte románico y el arte gótico.

#### La fachada occidental

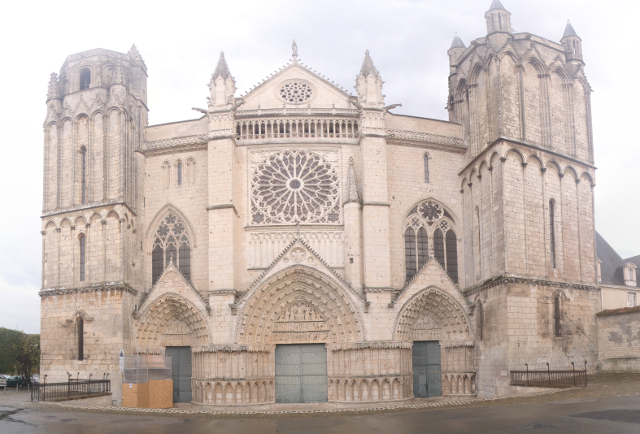
Vista de la fachada (2011)

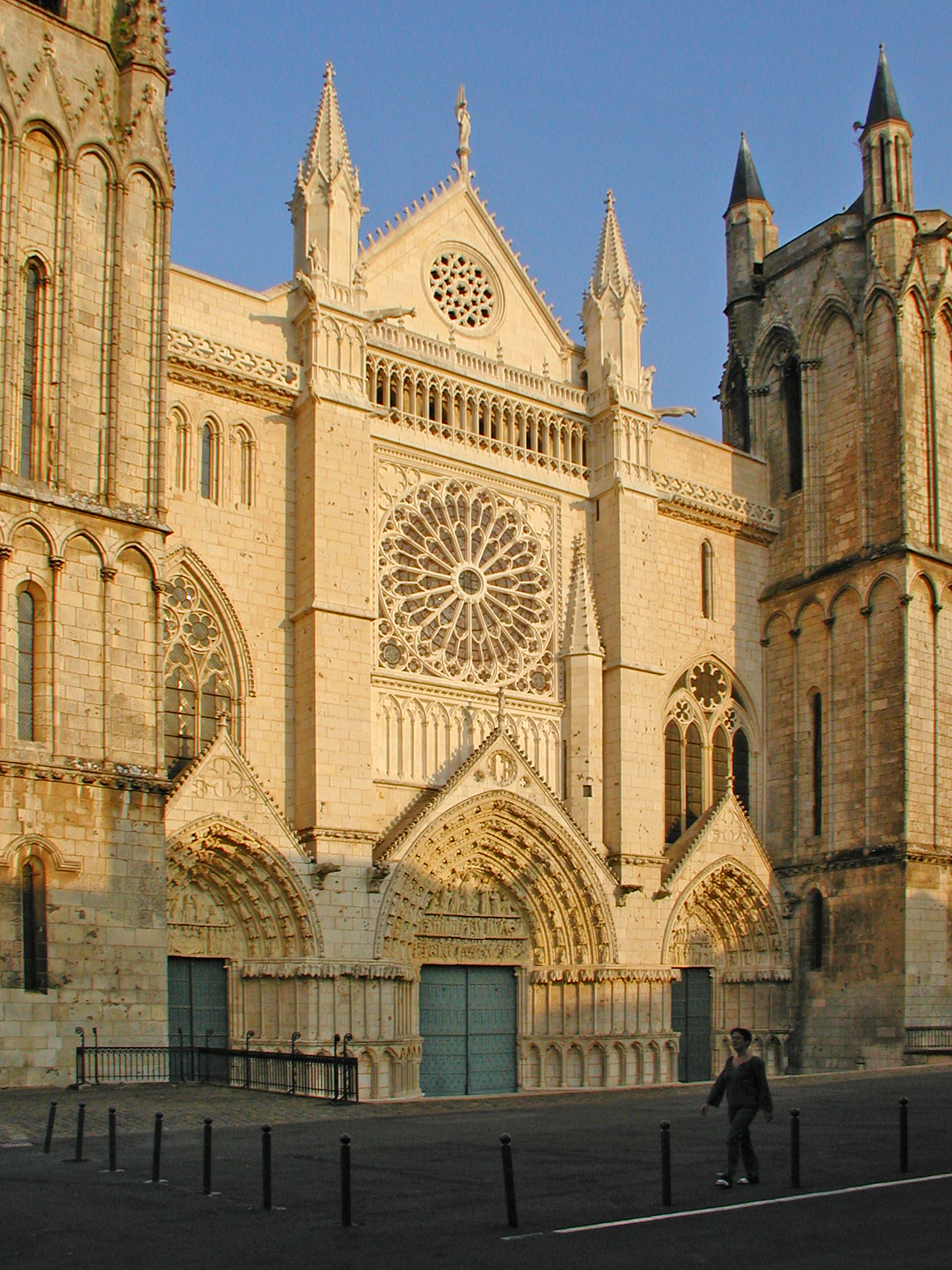
Otra vista de la fachada

La fachada, situada en retiro de las dos torres, data de mediados del siglo XIII. Está estructurada por un rosetón y tres portales con gabletes. Ha sido influenciada por la arquitectura gótica del norte de Francia. De hecho, el rosetón recuerda en su diseño al del brazo sur del transepto de la catedral de Notre Dame de París.
El portal central se ilustra con la escena del Juicio Final, esculpida en tres registros. Los muertos son extraídos de sus tumbas en un prodigioso movimiento de conjunto. San Miguel, con la espada en la mano, separa a los elegidos de los condenados que se precipitan en las fauces monstruosas del Leviatán. El juez Cristo, muestra sus heridas. A su lado, destacan la Virgen y San Juan, arrodillados, así como los ángeles que exhiben los instrumentos de la Pasión. Los personajes del Antiguo y del Nuevo Testamento pueblan las arquivoltas.
El portal de la izquierda recuerda, en dos registros, la Dormición de la Virgen y la Coronación de la Virgen. Los personajes que se agolpan en torno a María, tendida en su lecho de muerte en el momento de su Asunción, son notables por la elegancia de sus siluetas, por el relieve y la fluidez de ropajes y la dignidad de las actitudes recogidas. Por encima, Cristo bendice a su madre coronada por los ángeles. En el arco, se sitúan las santas, los santos y los clérigos.
El tímpano de la portada de la derecha está dedicada a Santo Tomás. Esta elección temática es rara en la escultura gótica. Si la escena de la incredulidad del apóstol es tradicional, la iconografía del registro superior utiliza una narración recogida en La leyenda dorada de Santiago de la Voragine: la aparición celestial de un palacio que el apóstol debe construir para un rey de las Indias. Es posible descubrir un edificio en forma de tabernáculo que se cierne sobre la escena mostrando a Santo Tomás en el trance de la predica, de bautizar y de dar limosna. Esta escena muestra que el verdadero palacio es espiritual, no material. En las arquivoltas se representan ángeles, santos armados como caballeros así como la parábola de las vírgenes necias y las vírgenes sabias.
Ejecutado alrededor del año 1250 por uno o más talleres de los que algunos también trabajaron en Charroux, el conjunto de las esculturas del portal la fachada occidental de la catedral de Saint-Pierre compite con los conjuntos de las catedrales de París, de Bourges o de Reims.
El segundo nivel se abre con un gran rosetón. La galería y el piñón son una adición neogótica del siglo XIX

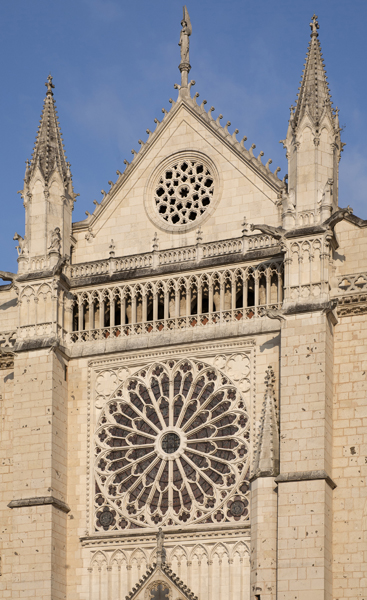
Parte alta de la fachada
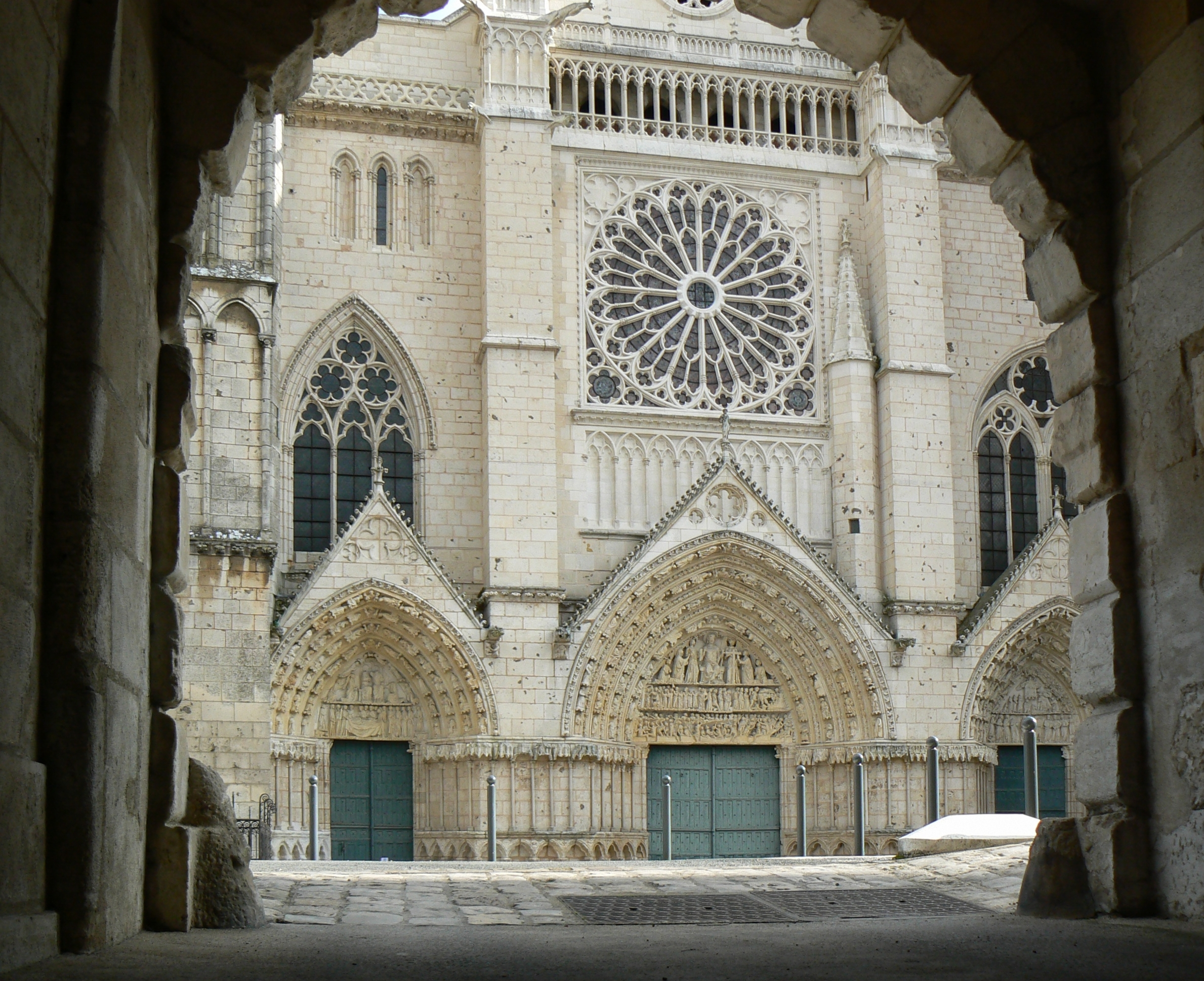
Portales de la fachada
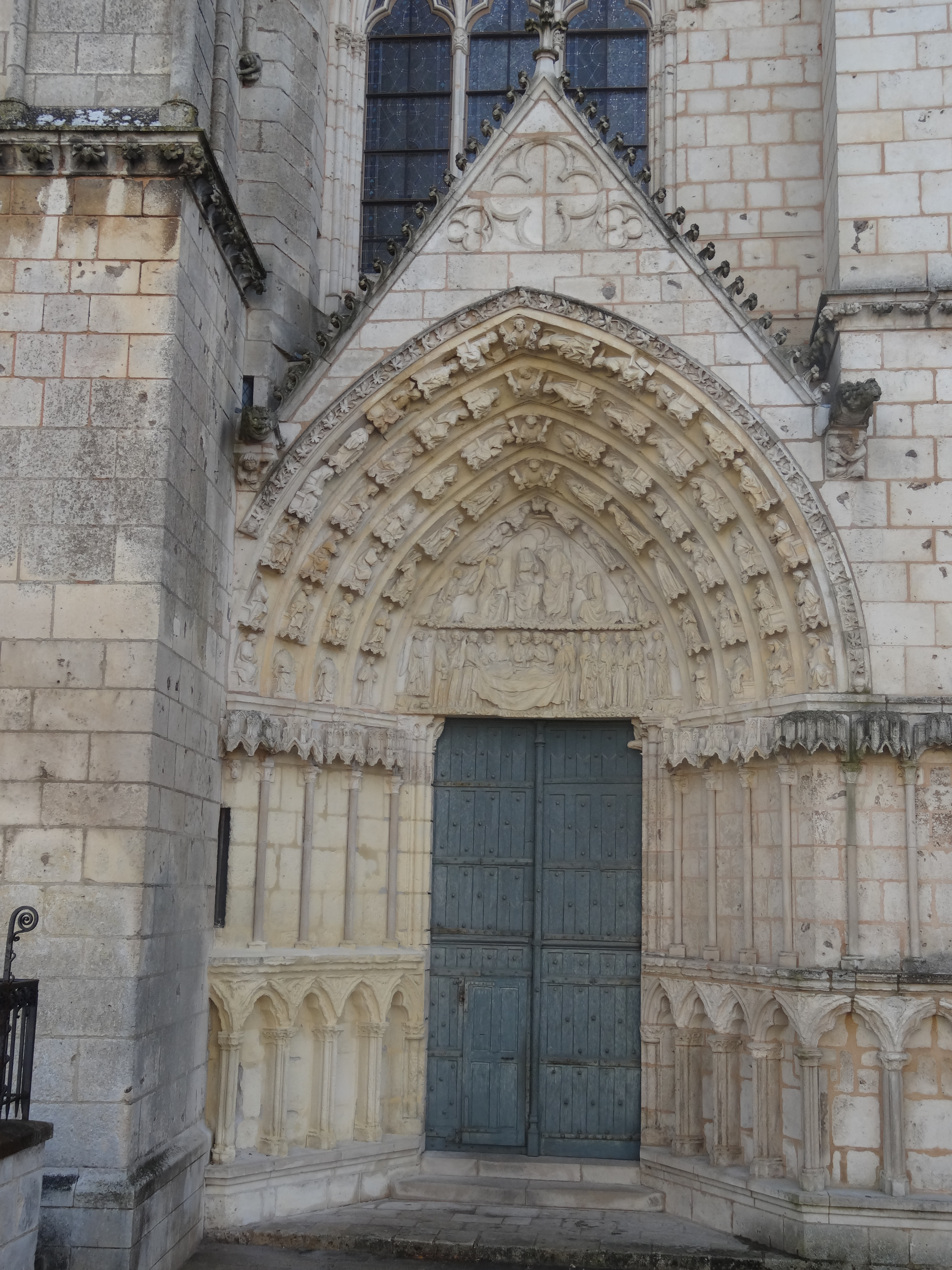
Portal izquierdo
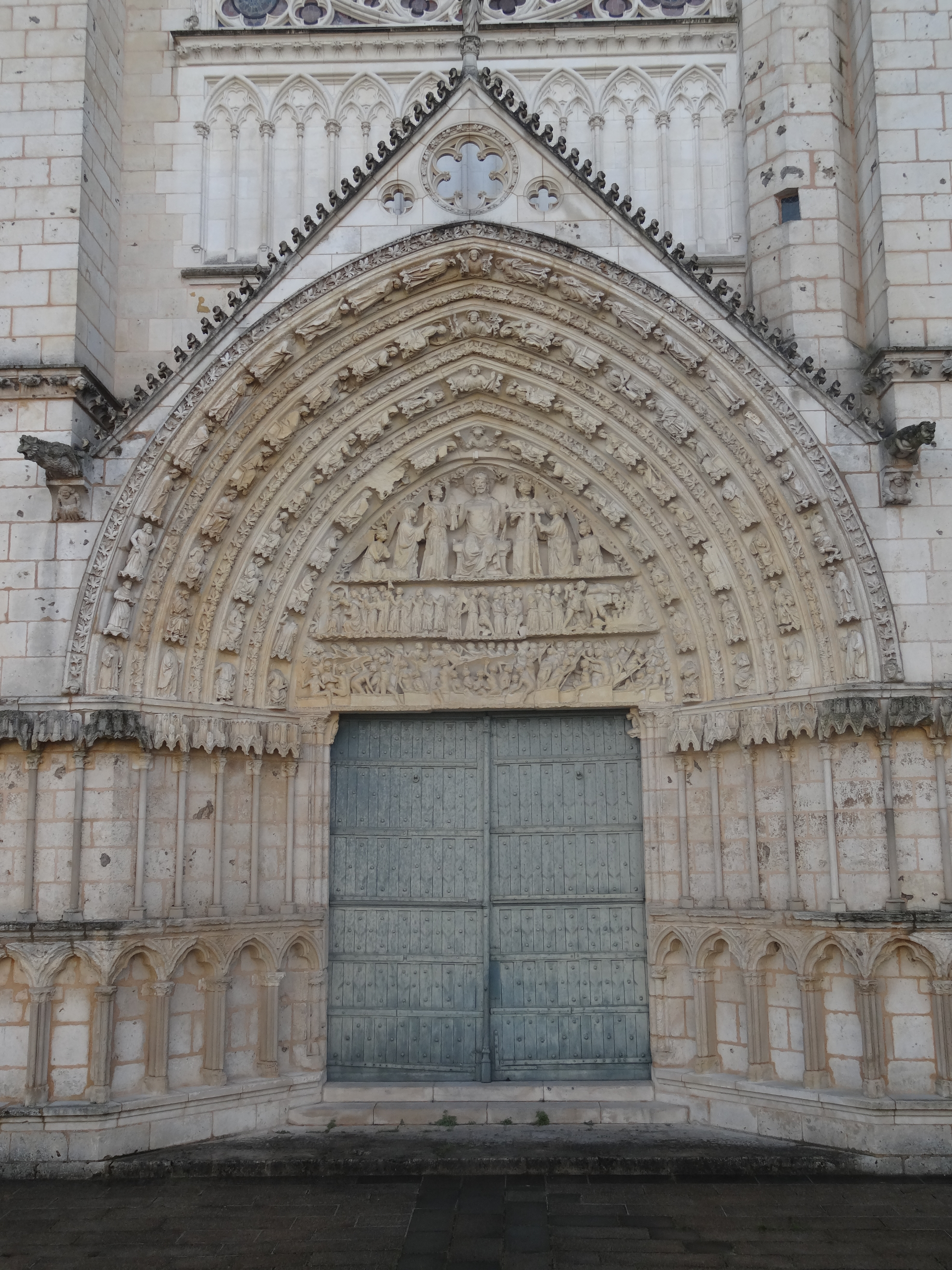
Portal central
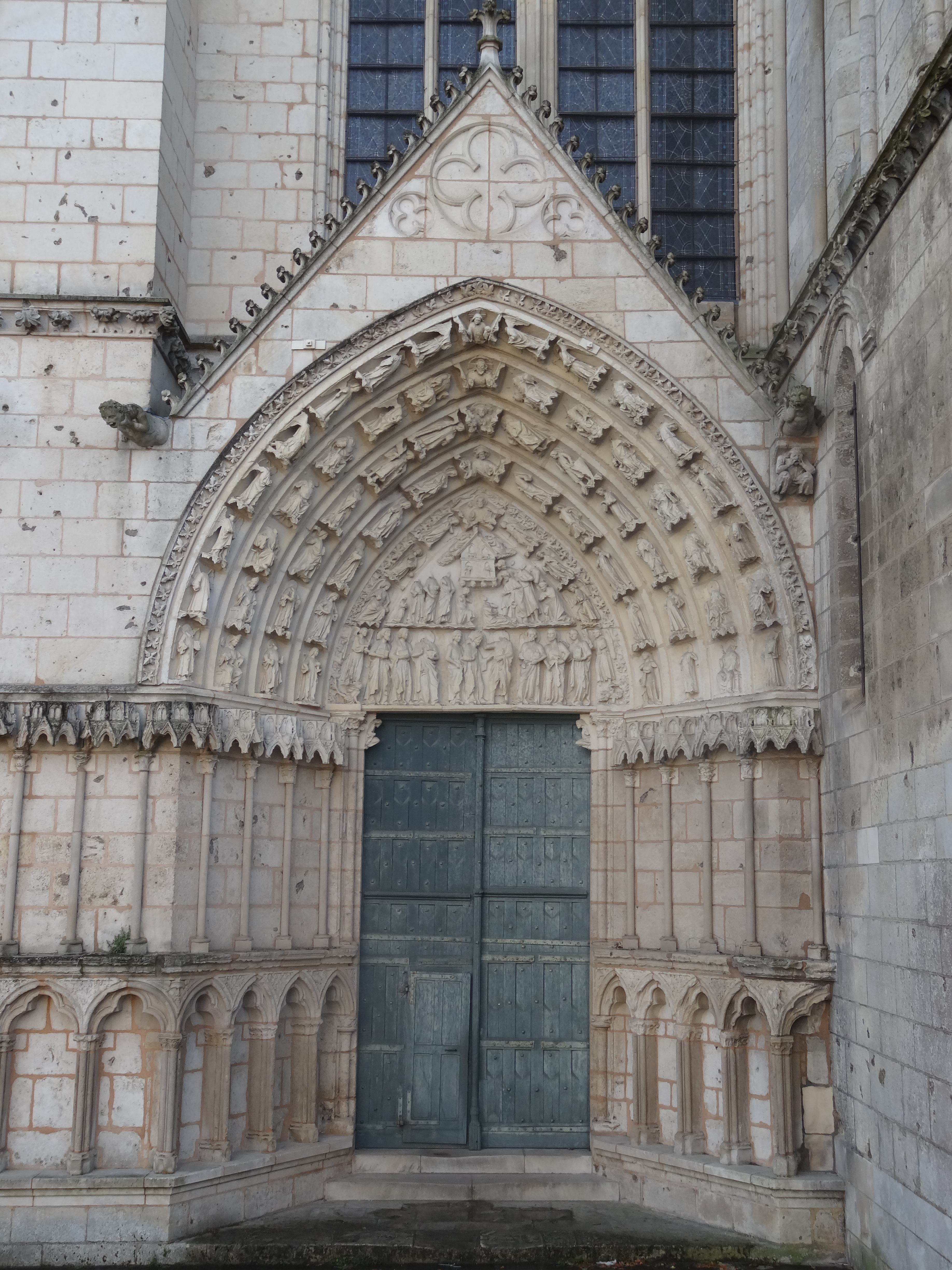
Portal derecho
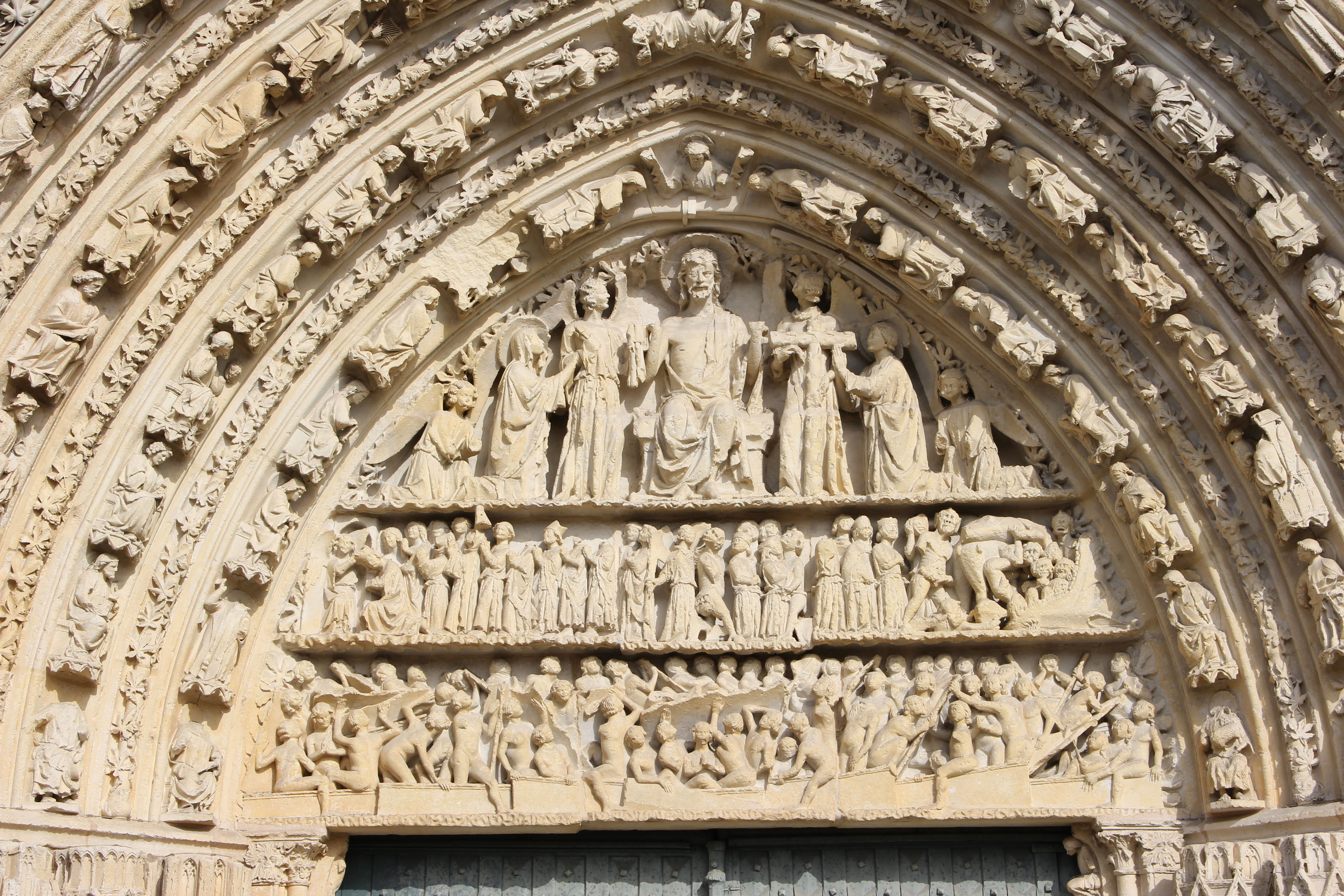
Detalle del tímpano

### Descripción del interior

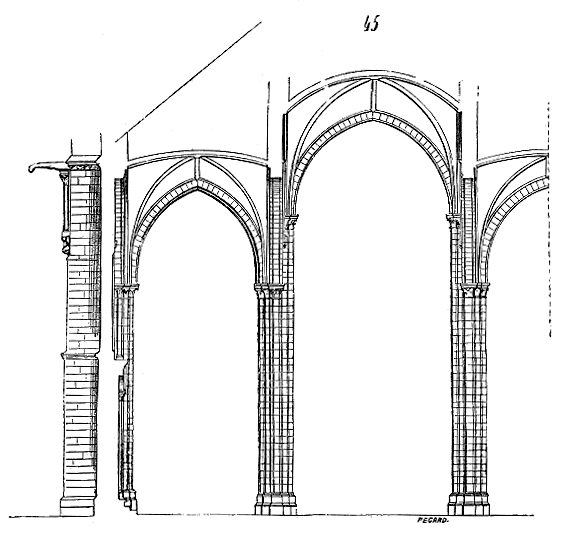
Corte transversal

La arquitectura de la catedral de San Pedro es típica de una iglesia de salón con su altura sin bóveda es casi idéntica en la nave central y en las laterales: 30 m y 24 m. No hay capillas laterales, ni capilla absidial importante.
La longitud de la catedral es de 100 m para una anchura en el transepto de 50 m.

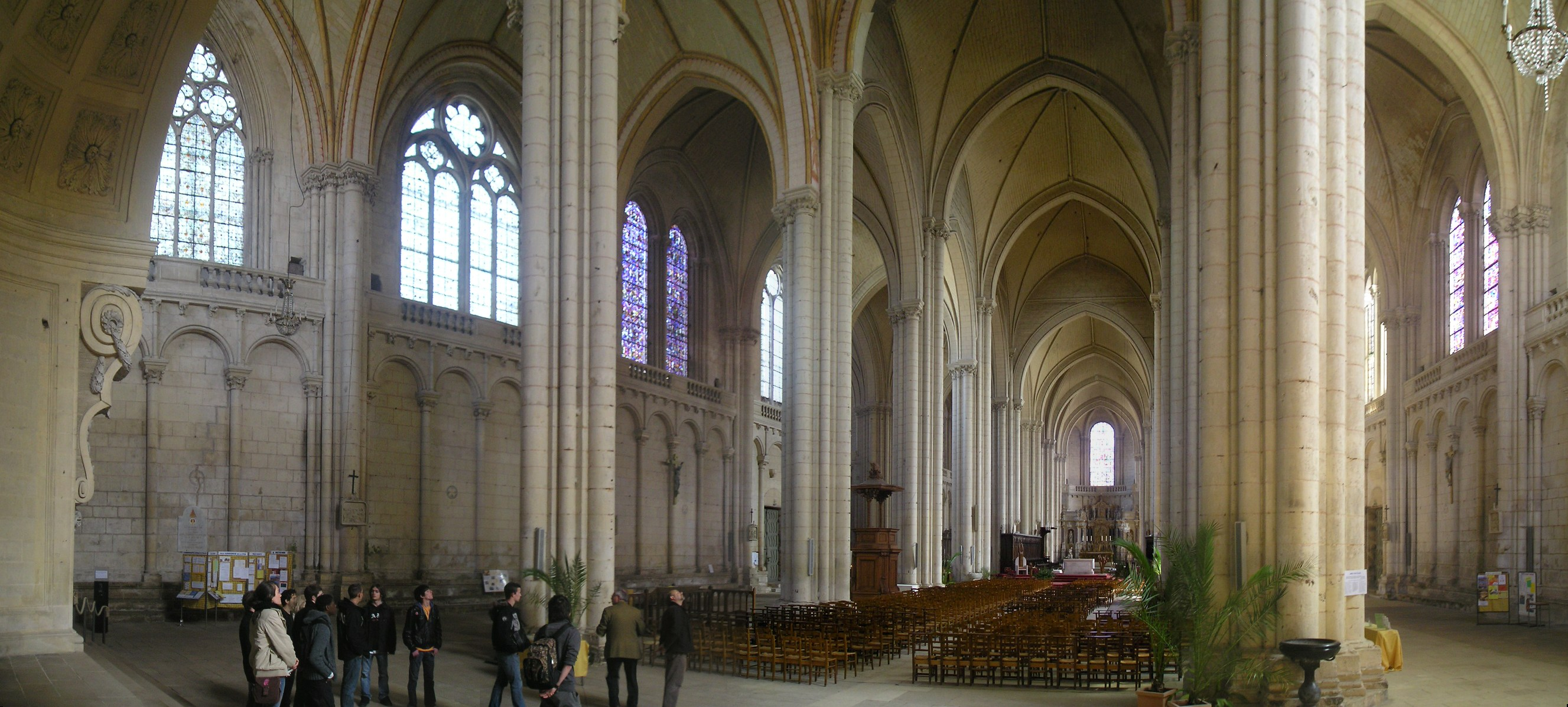
Vue panoramique de la nef

#### La nave

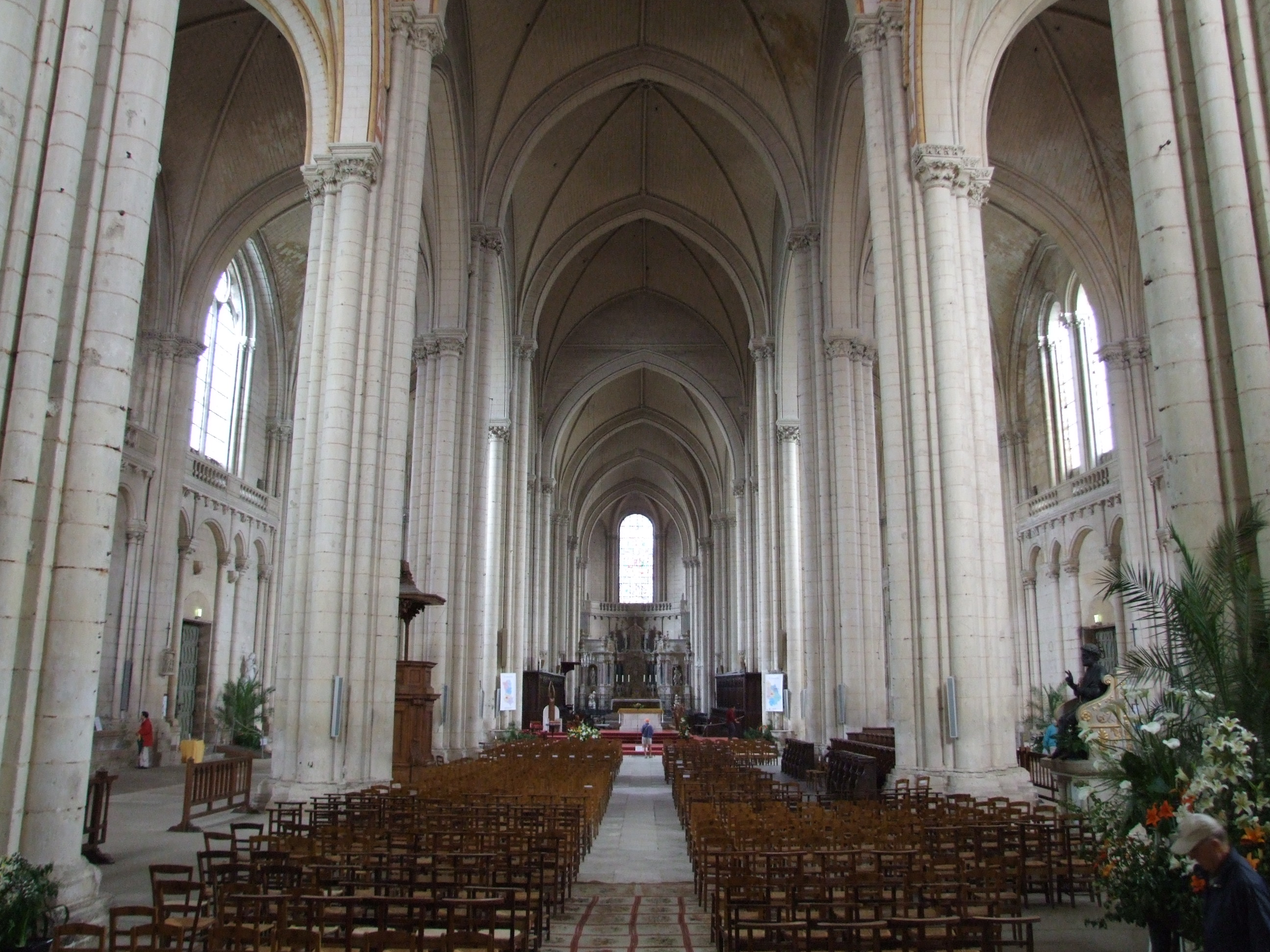
Vista interior de la nave

El interior se compone de tres naves que se contraempujan mutuamente. Los grandes arcos de la nave no se encuentran transmitidos por ningún triforium ni registro de ventanas altas, las fuentes de luz son proporcionadas por el perímetro mural, por vanos geminados.

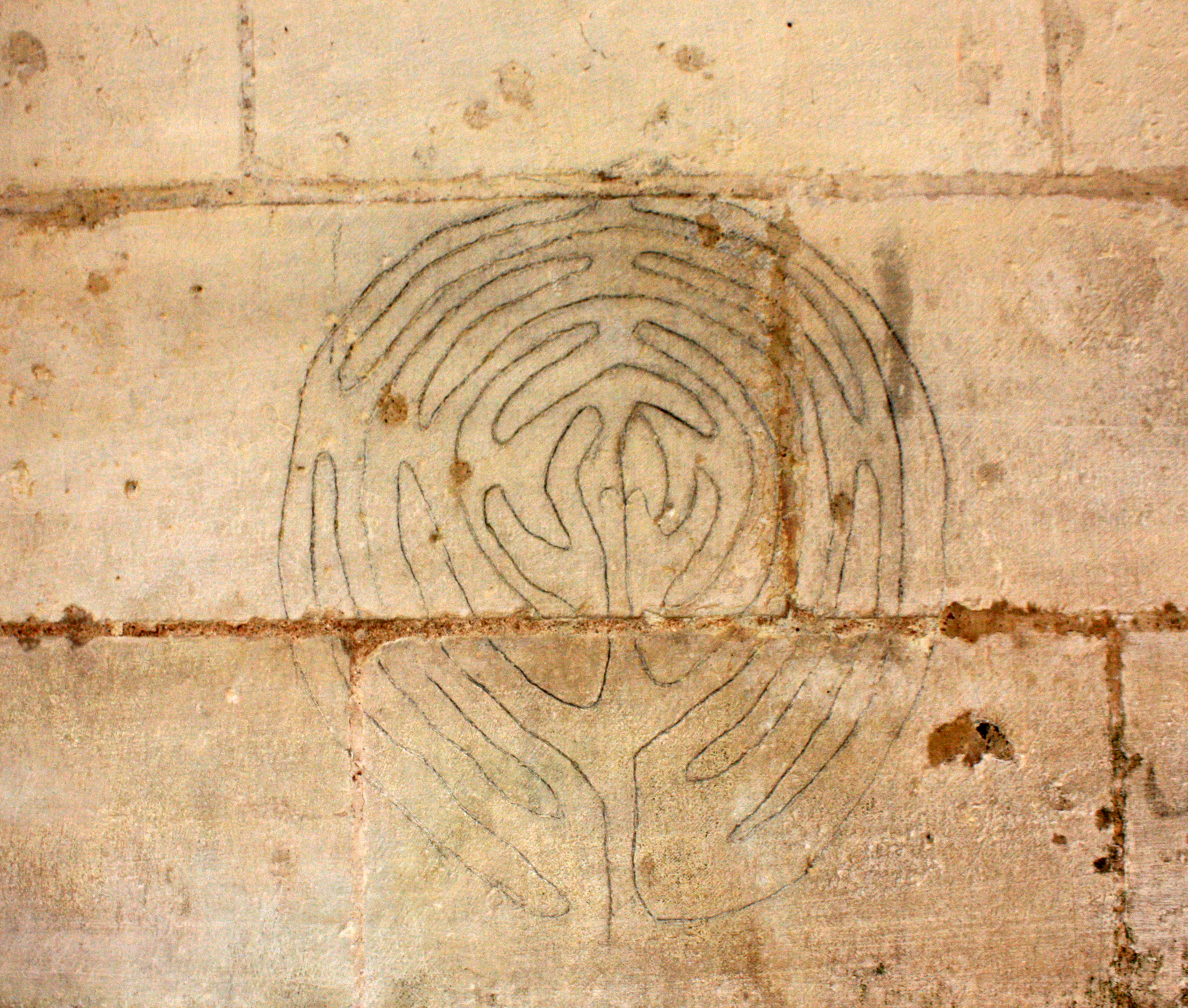
Laberinto en el interior de la basílica catedral de san Pedro, Poitiers.

Las paredes están dobladas con un registro continuo de arcadas que soportan un estrecho pasaje de circulación. Este último, decorado con muchos modillones, contornea los soportes mediante pasajes acodados. Los tres ábsides semicirculares que finalizan la nave, están alojados en el espesor de la cabecera.
La altura inusitada de las naves laterales y el abombamiento de las bóvedas de tipo de angevino se combinan para obtener la difusión de una luz buscada por su significación teológica. El sobrelevamiento y el ensanchamiento de este a oeste se añaden a los efectos de perspectiva.
Frente al altar de la nave a la derecha, un laberinto en forma de árbol, dibujado en la piedra de menos de un metro de diámetro de altura humana representa tal vez el que existía en el suelo y desapareció. Signo de la creación y del desarrollo de la vida, el árbol está aquí elevado a símbolo cristológico: el árbol de la vida portador de la salvación. La ruta propuesta no conduce al centro hecho de plenitud y de vacío, sino a una bifurcación, verdadero nodo ontológica que conduce de nuevo al mismo punto: ida y retorno, muerte y resurrección, paso de las tinieblas a la luz.

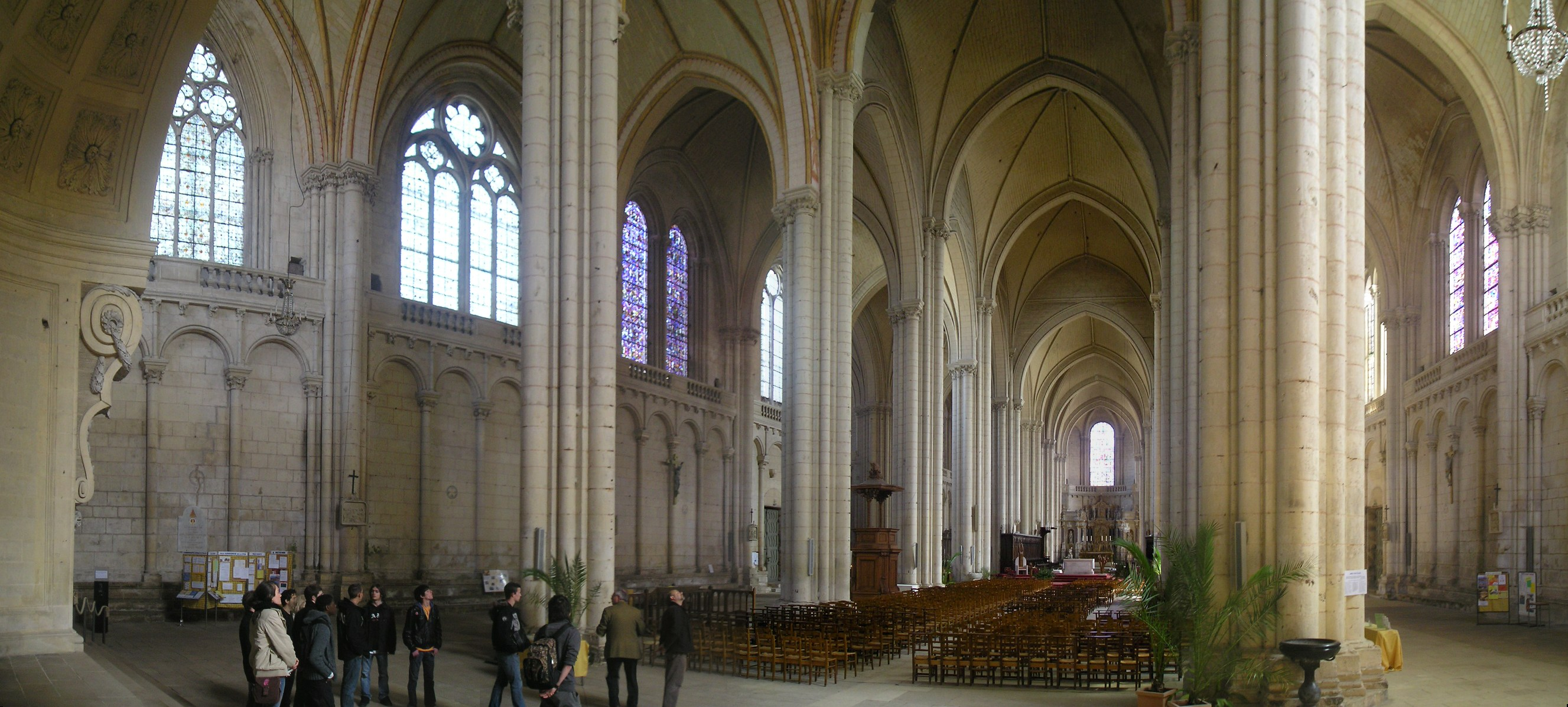
alzado lateral
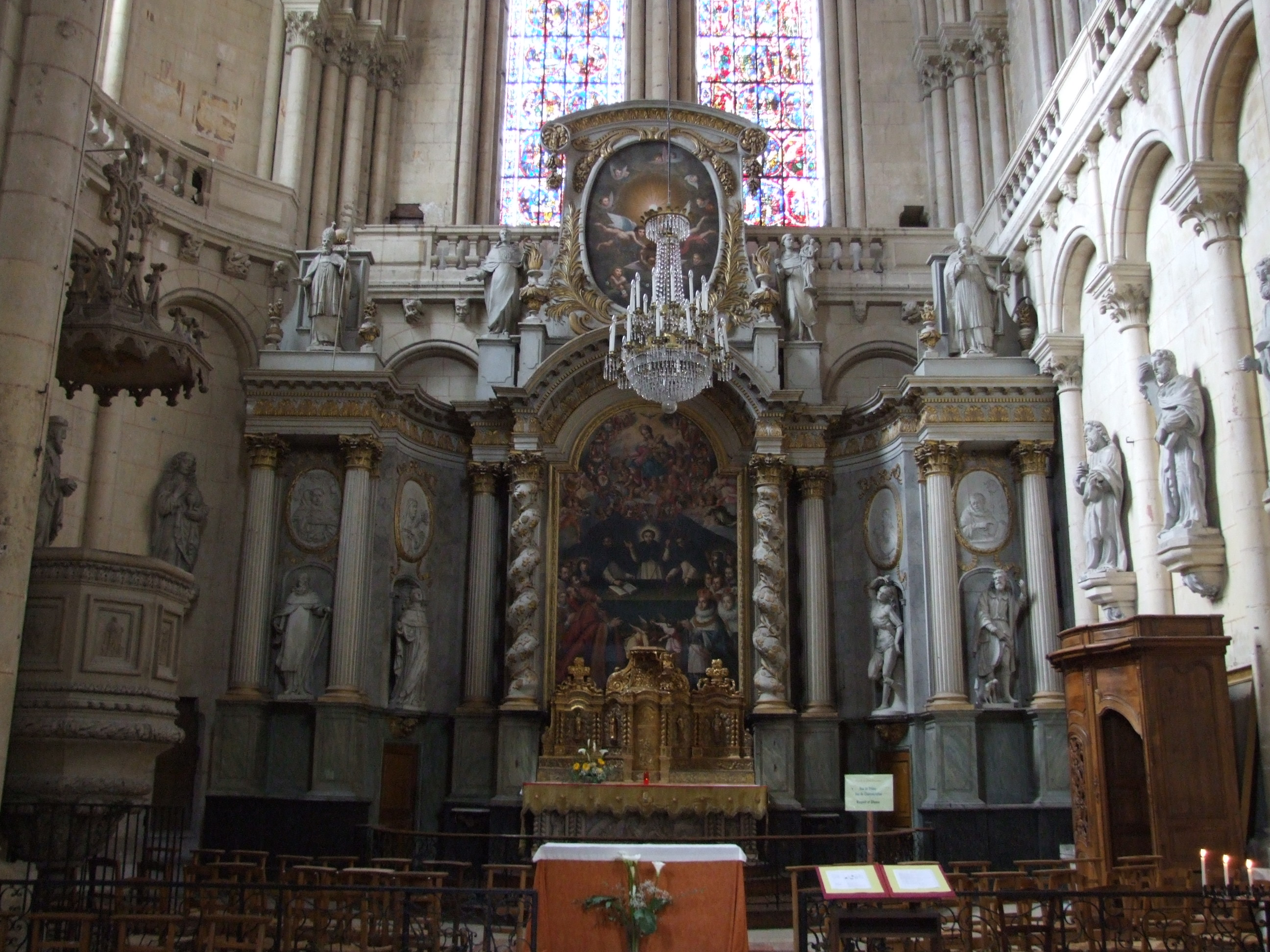
Altar mayor
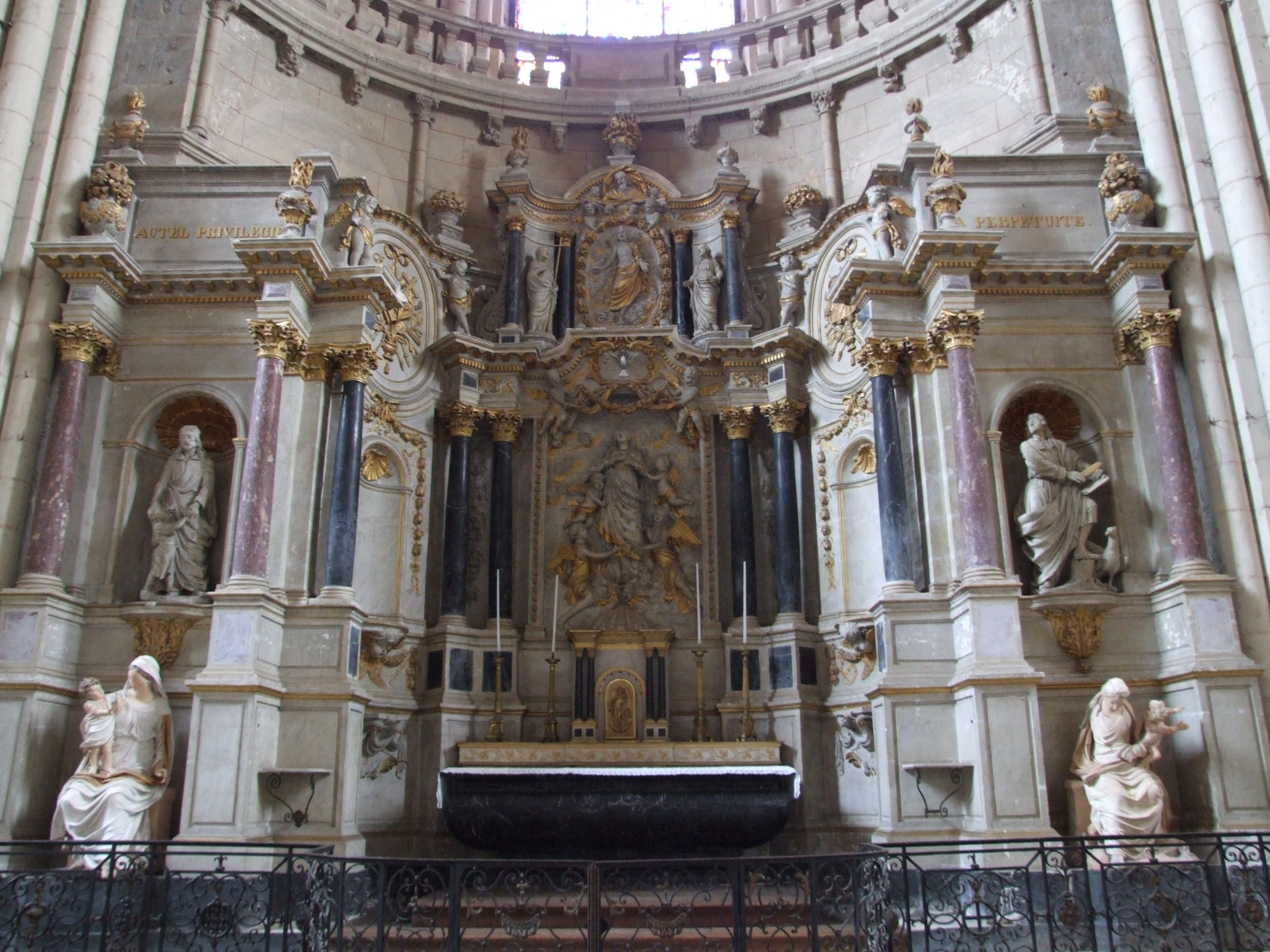
Altar de la Virgen
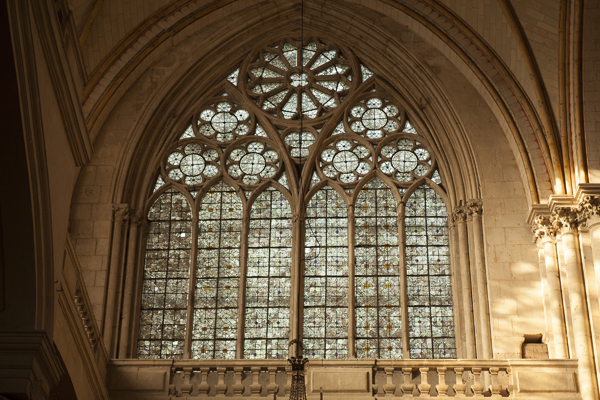
Vista de la vidriera del transepto
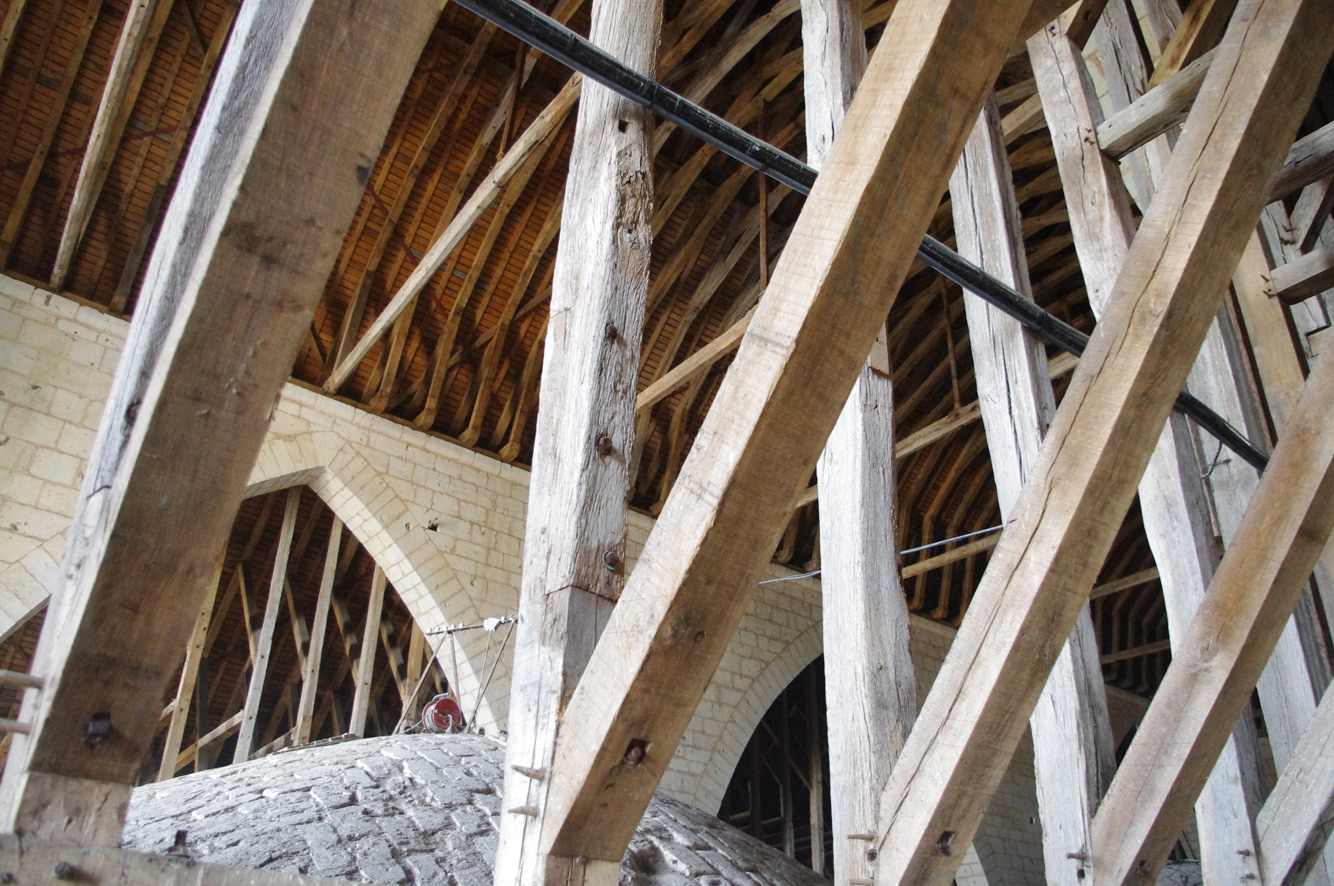
Las carpinterias de cubierta sobre el abovedado interior de las naves

#### Los vitrales
La catedral tiene uno de los mejores conjuntos de vidrieras de los siglos XII-XIII del oeste de Francia. Las tres ventanas en alto de la cabecera derecha son las más antiguas. 
- En el centro, sobre el altar, existe todavía una de las vidrieras más antiguas en el mundo cristiano (siglo XII): el vitral de la Crucifixión. Su tamaño (8,35 m x 3, 10 m) es excepcional para una vidriera en la segunda mitad del siglo XII y por su fecha temprana en la historia de este arte que floreció en el siglo XIII. Es una obra notable, también, por la fuerza dramática de la evocación, la intensidad y la gama de colores, la puesta en escena de los personajes. El cuadrilobulado inferior se orena alrededor de la crucifixión de San Pedro. En el centro del vitral, la Crucifixión se destaca sobre un fondo rojo inusual. Asistido de la Virgen y de San Juan, Cristo mantiene los ojos abiertos en presencia de los soldados portadores de la lanza y la esponja. Por encima de los brazos de la cruz, la Virgen y los Apóstoles, en diversas actitudes, son los testigos de la Ascensión que designan dos ángeles. En diciembre de 2004, el vitral ha sido repuestoo después de la restauración y limpieza en los talleres angevinos de Barthe-Bordereau. Un vidrio de revestimiento colocado fuera lo protege. Las cerrajerías y los plomos dañados se han cambiado, los plomos de casse reemplazados por collages.
- Alrededor de este vitral, en la vidriera de la derecha, la vida de San Pedro está representaday en el de la izquierda, la de San Laurent.
- Los huecos del lado norte y los del tercer tramo sur están dedicados al Antiguo Testamento; los del flanco sur, al Nuevo Testamento.

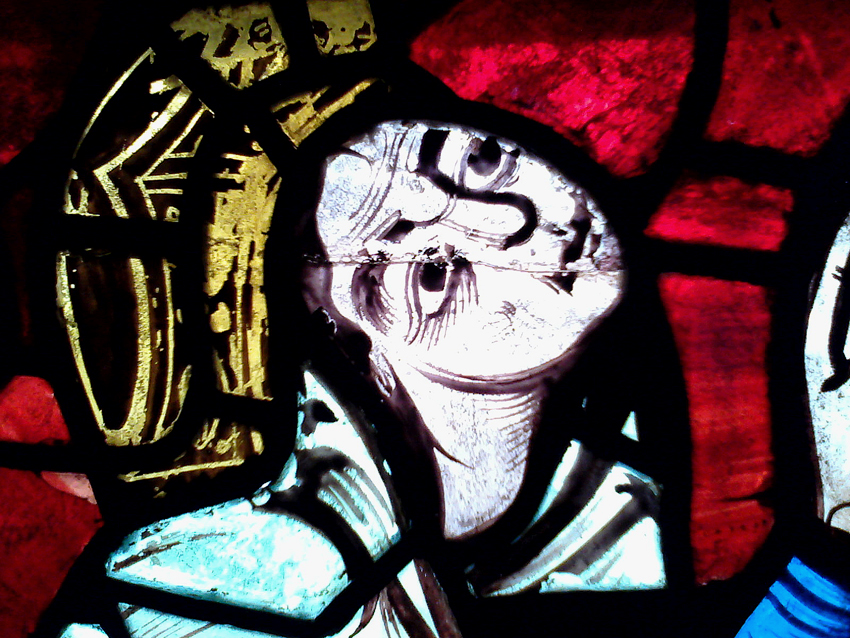
Leanor de Aquitania
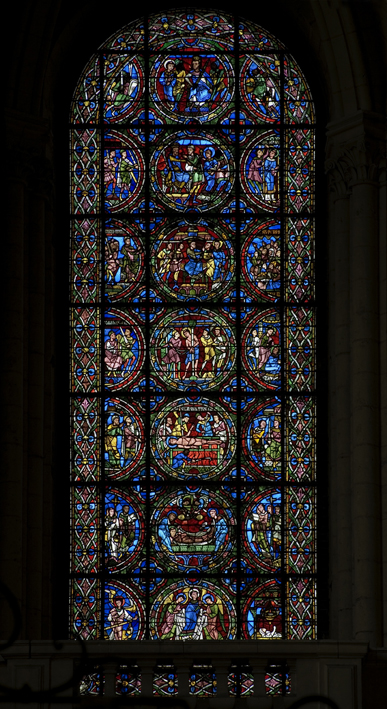
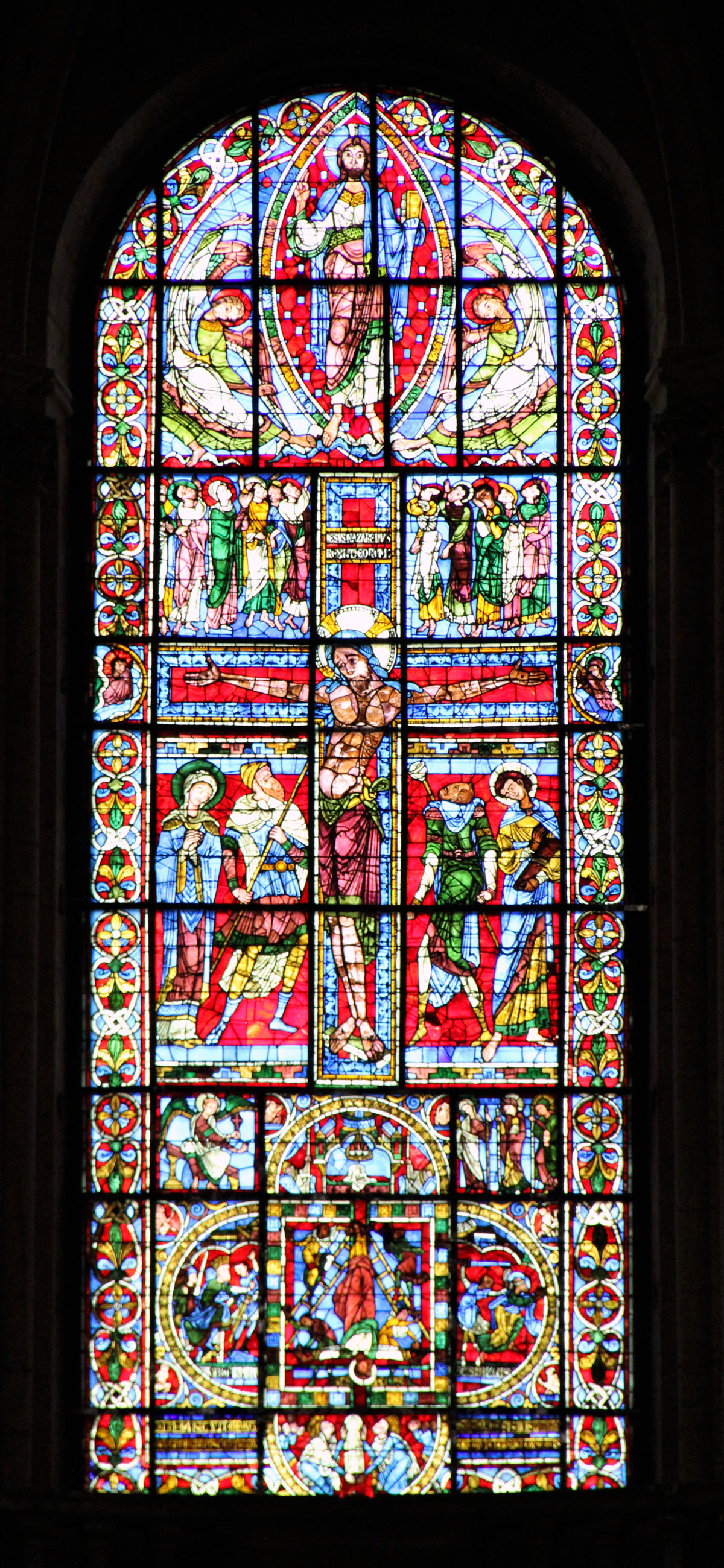
Vitral de la Crucifixión
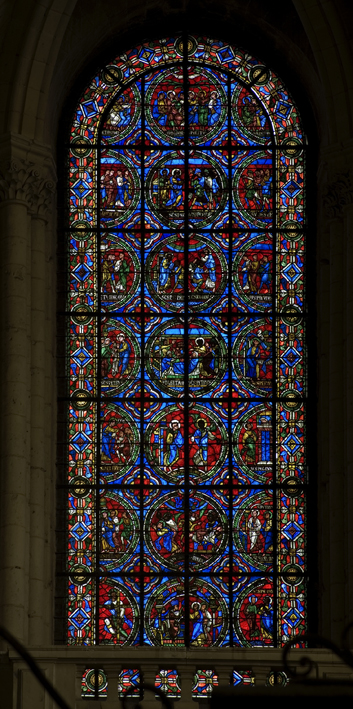
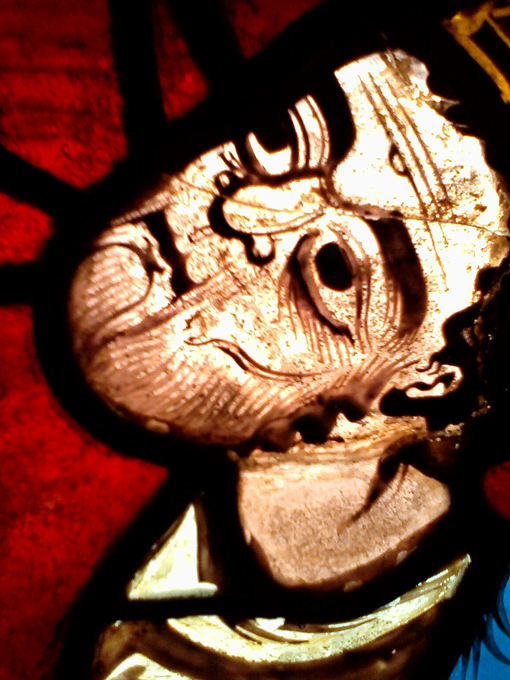
Enrique II Plantagenet

#### Las pinturas murales

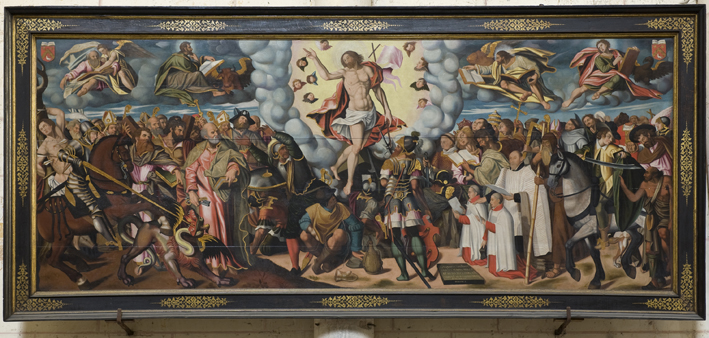
Résurrection, de Nicolas Pinson (1598)

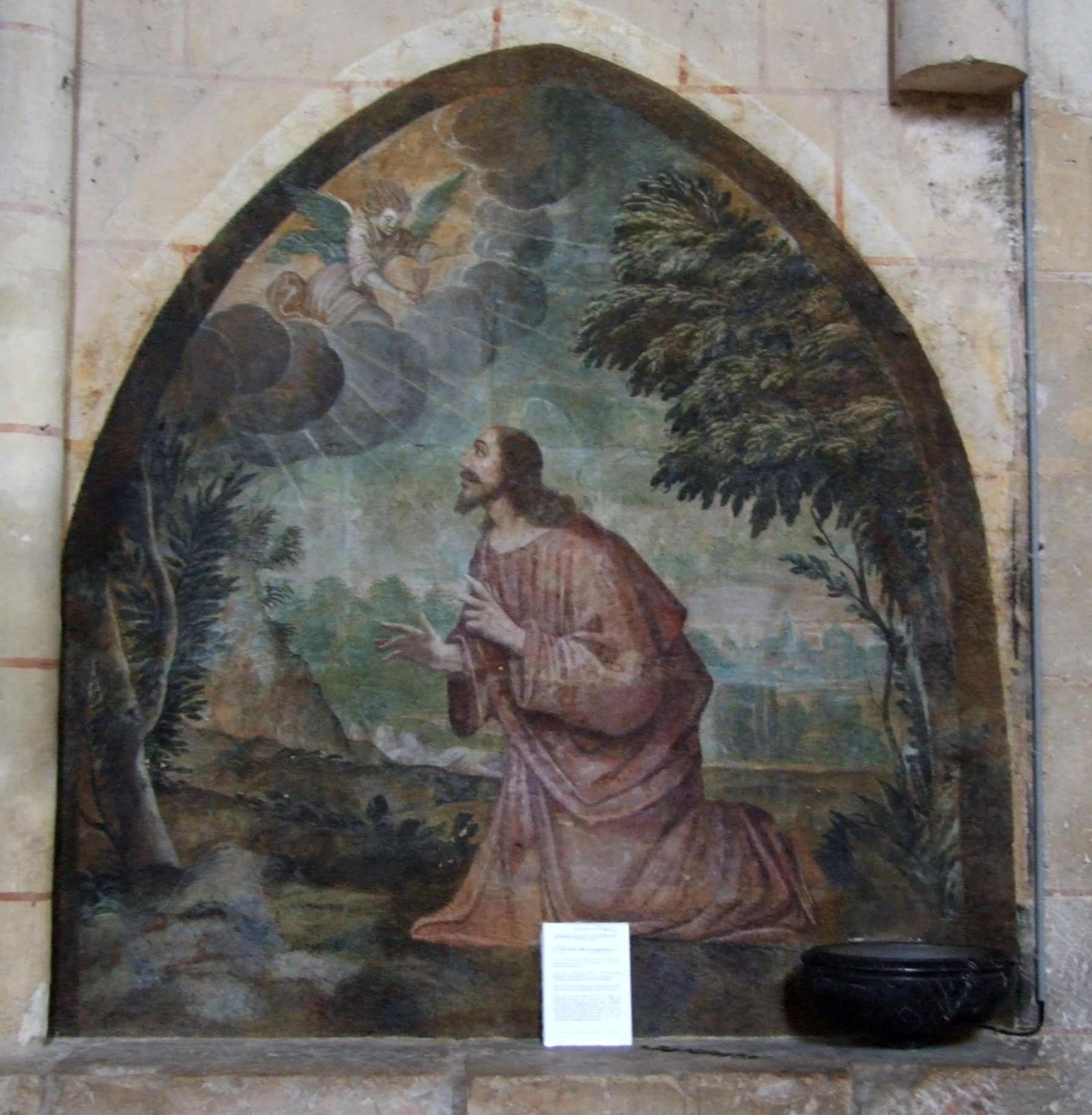
Christ au jardin des oliviers

Las decoraciones pintadas en el primer tramo datan de finales del siglo XIII. Los arcos y los nervios se destacaron por una decoración pintada descubierta a finales del siglo XX en las dos tramos occidentales. Las molduras del extrados sobre las cabezas talladas en alto relieve y asociados con cuerpos pintados en trampantojo. Estos personajes expresivos forman siluetas sorprendentes cuya técnica mezcla la escultura y la pintura. Esta técnica es una reminiscencia de la pintura del esmalte.
Un pintura sobre un muro de la nave representa a Jesús en Getsemaní y data de finales del siglo XVII. Otra, que representa a la Sagrada Familia, data de 1670-1675 y fue encargada por el capellán de la catedral. Durante el período revolucionario, fue recubierta de blanco. Fue descubierta en 1847. En el centro está el Niño Jesús: por encima de él, Dios Padre y una paloma que simboliza al Espíritu Santo: a la izquierda, Ana y Joaquín, padres de María; y, a la derecha, María y José, los padres de Jesús. En los medallones están representados grandes momentos de la vida de la Virgen.
En 2012, en los reconocimientos preliminares a los trabajos para detener la infiltración de agua en las bóvedas de la nave, un magnífico conjunto de pinturas góticas fue descubierto bajo el encubrimiento de "imitación piedra" producido en 1783 en uns estética nooclásica. Las pinturas se extienden desde lo alto hasta el suelo. En noviembre de 2015, el destapado de las pintura murales de 24 metros de altura se completó en 600 de los 900 m² cubiertos por estas pinturas datadas en la segunda mitad del siglo XIII; la fase de restauración se iniciará después.··

### El mobiliario
Después de la Revolución, una serie de obras de conventos y abadías eliminados fueron puestos en la catedral: altar de mármol negro y de espíritu barroco del ábside central de la cabecera (abadía benedictina de la Trinidad, de finales del siglo XVII, la Asunción), gran retablo de madera del brazo sur (convento de los dominicos, siglo XVII, la institución del rosario), retablo de roble del brazo norte (convento de los capuchinos, del siglo XVIII) con tabernáculo de 1700-1701 proveniente del convento de carmelitas.

#### La sillería

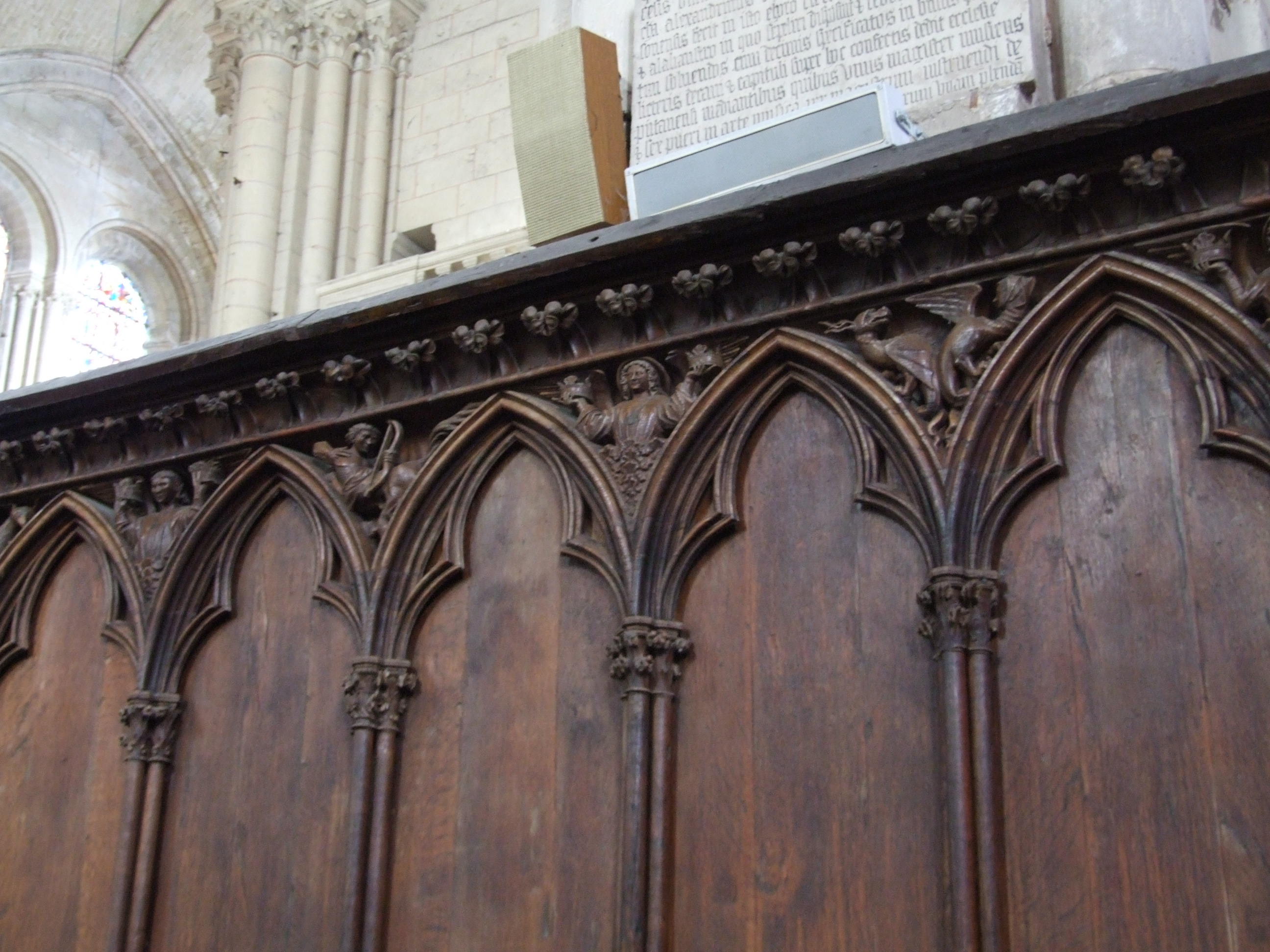
Detalle de la sillería

La sillería se ha colocado bajo el episcopado de Jean de Melun (1235-1257). Se encuentra entre las más antiguas conservados en Francia. Estas sillerias son un buen ejemplo del gótico parisino. Originalmente eran cien y sigue habiendo, en la actualidad, son 37 a cada lado. Incluso reducida a 74, recuerdan la importancia del Capítulo de la catedral.
Les enjutas de los arcos que se inscriben sobre los altos registros están decoradas con ángeles que sostienen dos coronas, representados alternativamente con multitud de temas diferentes: animales familiares, escenas de la vida cotidiana, representaciones alegóricas de vicios, un arquitecto y sus instrumentos, una Madonna con el niño algo amanerada.

#### Retablos
En el brazo sur del transepto, hay un bello retablo del siglo XVII, cuyos dorados y columnas salomónicas muestran el carácter barroco, y que se acompaña de un tabernáculo que data de 1630 y de una pintura encargada en 1616. En la entrada del tabernáculo, se esculpen la Virgen que lleva un rosario a Santo Domingo y un perro con una antorcha en la boca. Esta imagen ilustra un juego de palabras: los dominicanos se quieren "Domini cane", es decir, "perros del Señor". Entre los personajes representados en el lienzo, figuran el rey Luis XIII de Francia y su esposa Ana de Austria, que se detuvieron en Poitiers a su regreso de su boda en Burdeos.

#### Estatuaria
Ante el altar de la cabecera, una Madonna con el Niño del siglo XVII. La Virgen esboza un movimiento rápido para alejar al Niño de las fauces de la serpiente que acaba de surgir bajo su asiento. La flexibilidad inherente a la terracota es singularmente apropiada para expresar el peligro del momento, inmediatamente perceptible en el gesto y el ropaje arrugado. Fue esculpido por Pierre Biarbeau.

#### El tesoro
Le tesoro de la catedral se presenta ahora en la torre sur. Reúne unas sesenta obras de los siglos XII al XX.

#### Órgano

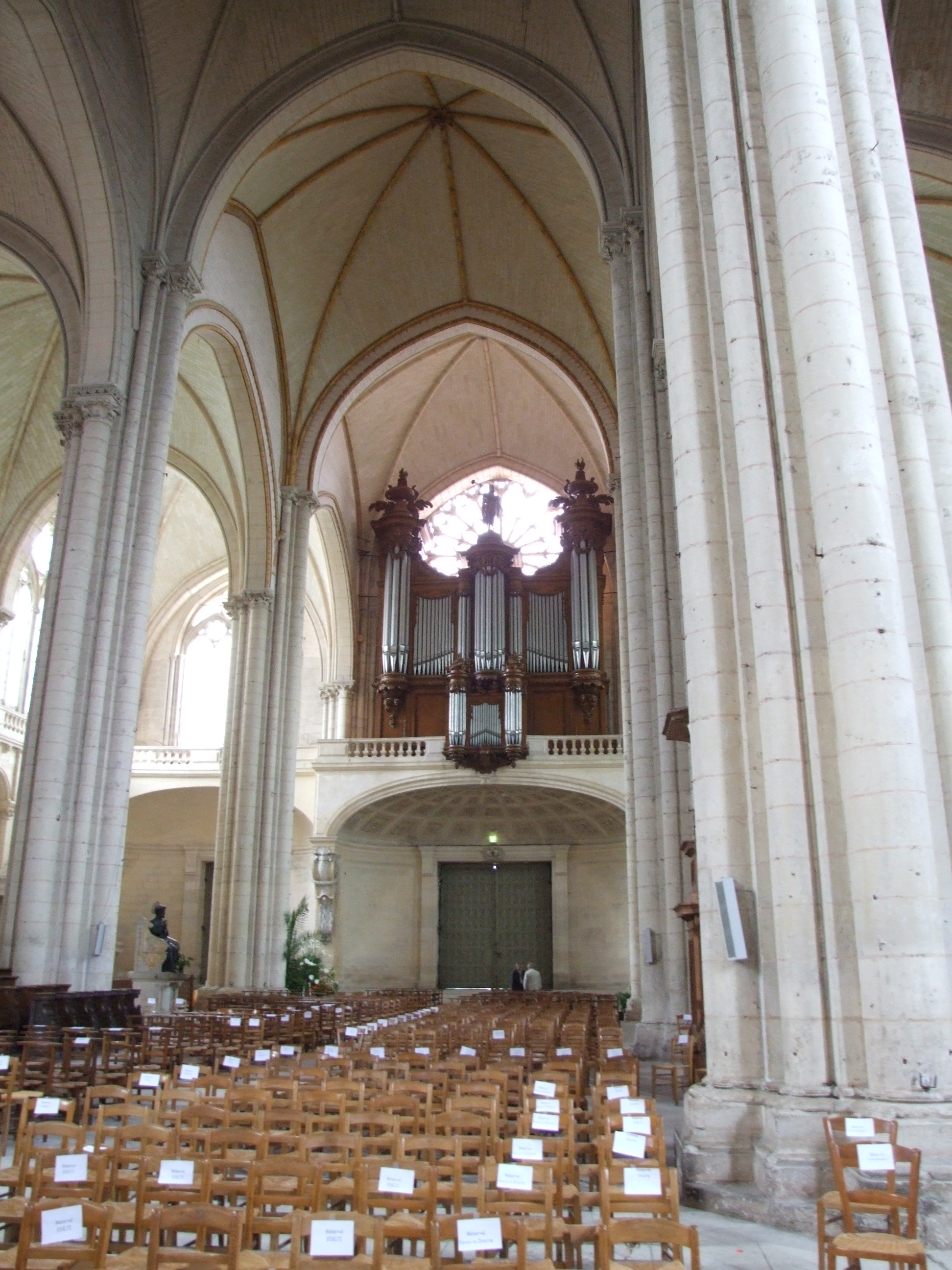
Visyta de la tribuna del órgano

La catedral tiene órganos que se encuentran entre los mejores y más famosos de Francia, que se remontan al siglo XVIII, debido al constructor de órganos parisino François-Henri Clicquot.
Investigaciones llevadas a cabo por Jean Albert Villard, en 1949-2000, sugieren que en 1363 hanía ya un órgano en la catedral, y, ciertamente, un órgano tribuna.
Hacia 1460, Peter de Montfort, monje benedictino, había construido un órgano propuesto como modelo para las catedrales de Besançon y de Chartres. En el saqueo de Poitiers, el 27 y 28 de mayo de 1562, la catedral fue el escenario de saqueos y el órgano fue destruido.
En 1582, un primer proyecto se abortó. Pero el capítulo hizo construir, en 1611, un órgano por Crespin Carlier. Fue recibido en mayo de 1613. Este órgano conoció un destino trágico en la noche del 25 de diciembre al 26 de 1681: un brasero mal apagado, usado por los organistas y sopladores, causó un incendio en el que se consumió el órgano.
Una campaña de trabajos, permitió, de 1770 a 1778, construir la tribuna actual por el arquitecto poitevino Vetault. El gran órgano fue encargado por los canónigos en 1787. Fue instalado en febrero de 1791. Tiene cuatro teclados manuales y pedalero, que comandan 3000 tubos. Las huegos de lámina constituyen alrededor de un tercio de la totalidad.
Salido intacto del período revolucionario, los daños debidos a la utilización y a la acumulación de polvo, requirieron intervenciones de restauración durante el siglo XIX. En 1838, en los trabajos de desmontado del rosetón, el órgano quedó expuesto, sin defensa a la intemperie y a las aves. La robustez del órgano y la cuidadosa selección de materiales y de su construcción le permitió resistir.
Ha sido clasificado «monumento histórico» el 11 de junio de 1908.
Dos organistas fueron nombrados cotitulares en 2000: Olivier Houette y Jean-Baptiste Robin. Olivier Houette es el único titular desde 2010.
Composición del gran órgano
| Gran Órgano do 1 a mi 5 | Positivo do 1 a mi 5 | Récit sol 2 a mi 5                          | Eco sol 2 a mi 5                 | Pédal la 0 a do 3                                                          |
| Montre 16' Bourdon 16' Montre 8' Segunda 8' Bourdon 8' Prestant 4' Gran tercio 3' 1/5 Nazard 2' 2/3 Doublette 2' Cuarto de nazard 2' Tercio 1' 3/5 Fourniture V Címbalo IV Gran corneta V 1.ª Trompeta 8' 2.ª Trompeta 8' 1er Clairon 4' 2.º Clairon 4' Voix humaine 8' | Montre 8' Bourdon 8' Dessus de Flauta Prestant 4' Nazard 2' 2/3 Doublette 2' Tierce 1' 3/5 Plein-jeu VII Corneta V Trompeta 8' Clairon 4' Cromorne 8' | Flauta 8' Trompeta 8' Hautbois 8' Corneta V | Bourdon 8' Flauta 8' Trompeta 8' | Flauta 16' bouchée Flauta 8' Flauta 4' Bombarda 16' Trompeta 8' Clairon 4' |